# المجموعة الغذائية

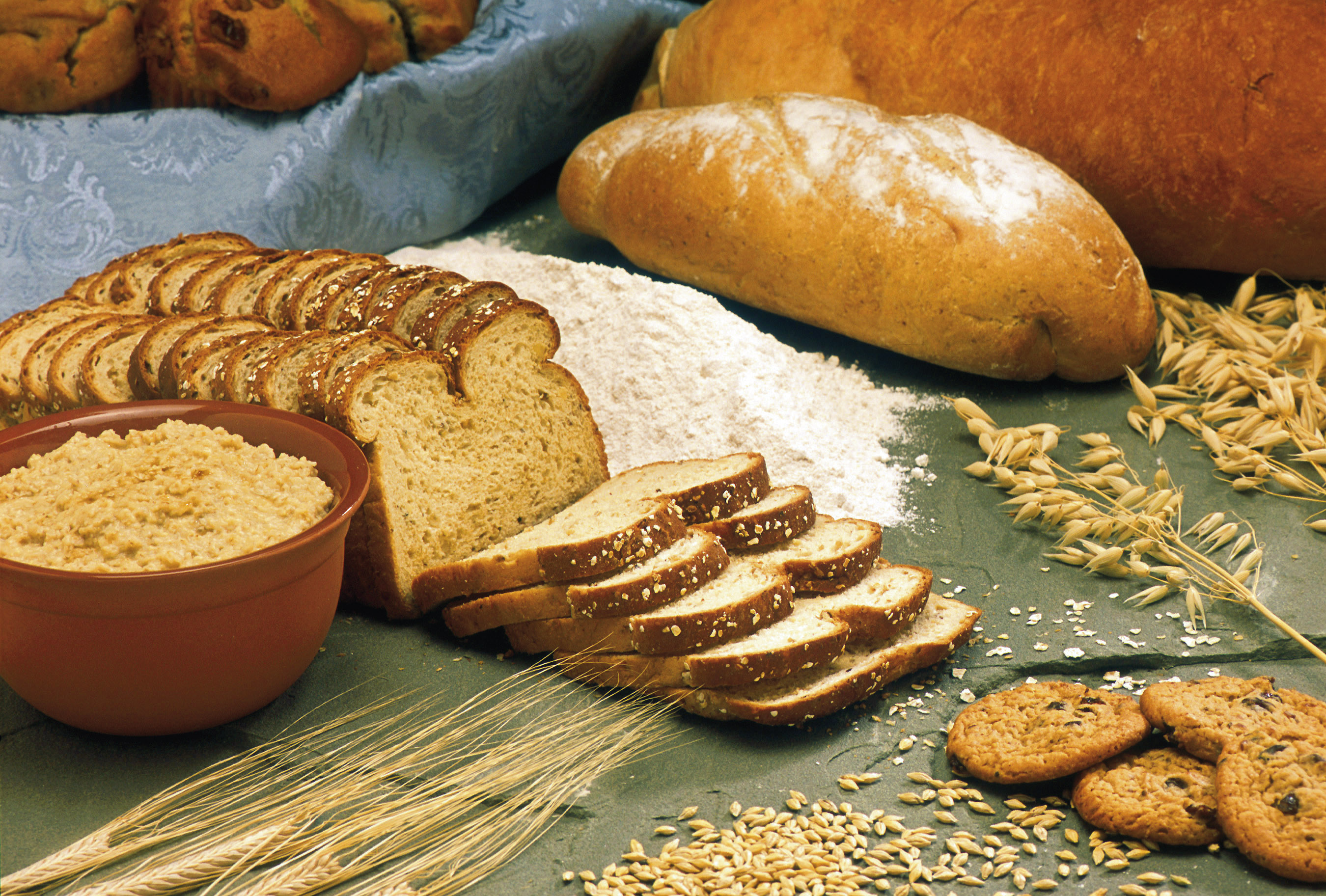
الحبوب، هي أكبر المجموعات الغذائية.

المجموعة الغذائية هي مجموعة من الأغذية التي تتشارك الخواص الغذائية أو التصنيف الحيوي. عادة ما تقسم الأدلة الغذائية الغذاء في مجموعاتٍ غذائية وتنصح بتناول حصص يومية لكل مجموعة من أجل الحصول على صحة جيدة من خلال الحمية الغذائية.

## المجموعات الغذائية الشائعة
- منتجات الحليب، تسمى أيضًا منتجات الألبان وأحيانًا تصنف بدائل الحليب أو اللحوم، وعادة تكون فئة صغيرة في الأدلة الغذائية.[1][2][3] من الأمثلة على منتجات الألبان: الحليب، الروب والجبن. وبالرغم من أنهم أيضًا من منتجات الحليب، فإن المثلجات عادة ما تصنف كحلوياتٍ والزبدة عادة ما تصنف كدهونٍ وزيوت في الأدلة.
- الدهن والزيوت، أحيانًا ما تصنف مع الحلويات، وعادة تكون مجموعة صغيرة للغاية في الأدلة الغذائية، إن وجدت على الإطلاق، وأحيانًا تصنف بعيدًا عن المجموعات الغذائية الأخرى.[1][2] الأمثلة تتضمن: زيت الطهي، الزبد، السمن النباتي وسمن الطبخ.
- الفاكهة، تصنف أحيانًا مع الخضروات، وعادة ما تكون مجموعة متوسطة الحجم في الأدلة الغذائية، مع العلم بأنها أحيانًا ما تكون صغيرة.[1][2][3][4] الأمثلة تتضمن: التفاح، البرتقال، الموز، العوزات والشمام الجيد للقلب.
- الحبوب، ويطلق عليها أيضًا الغلة وأحيانًا تشتمل على البطاطس والنشويات الأخرى، وعادة ما تكون أكبر مجموعة في الأدلة الغذائية.[1][2][3] الأمثلة تتضمن: القمح، الأرز، الشوفان، الشعير، الخبز والباستا.
- اللحم، أحيانًا يعرف بالـبروتين وأحيانًا تشتمل على البقول، البيض، بدائل اللحوم و\أو منتجات الحليب، وعادة ما تكون فئة متوسطة إلى كبيرة الحجم في الأدلة الغذائية.[1][2][3] الأمثلة تتضمن: الدجاج، السمك، الديك الرومي، ولحم البقر.
- الحلويات، أحيانًا تسمى الأطعمة السكرية، أحيانًا ما تصنف مع الدهون والزيوت، وعادة تكون مجموعة صغيرة للغاية في الأدلة الغذائية، إن وجدت على الإطلاق، وأحيانًا تصنف بعيدًا عن المجموعات الغذائية الأخرى.[1][2] الأمثلة تتضمن: الحلوى السكرية، المشروبات الغازية، الكعك، الفطائر والمثلجات.
- الخضار، أحيانًا ما يصنف مع الفاكهة وأحيانًا يشمل البقوليات، عادة ما تكون مجموعة كبيرة لا تسبقها إلا الحبوب، أو أحيانًا تتساوى والحبوب، في الأدلة الغذائية.[1][2][3] الأمثلة تتضمن: السبانخ، الجزر الشائع، البصل، الفلفل، والقرنبيط الأخضر.
- المياه تعامل بطرقٍ مختلفة كثيرًا من الأدلة الغذائية المختلفة. البعض يستثنى الفئة، [3] البعض الآخر يصنفها بشكلٍ منفصل عن المجموعات الغذائية الأخرى، [1] وحتى أن بعضهم يجعلها مركزًا[5] أو أساس[6] الدليل. أحيانًا ما يصنف الماء مع الشاي، عصير الفاكهة، عصير الخضروات وحتى الشوربة، [7]

## مجموعات الغذاء غير الشائعة
يختلف عدد المجموعات الغذائية «الشائعة» اعتمادًا على من يعرفهم. دليل التغذية الكندي، المستمر في النشر منذ عام 1942 وثاني أكثر وثيقة حكومية مطلوبة (بعد نموذج ضريبة الدخل) في كندا، يعترف فقط بأربع مجموعات غذائية رسمية، ومصنف لبقية الأغذية تحت بنود «أخرى». بعض هذه «الأخرى» تتضمن:
- الكحوليات مصنفة بعيدًا عن المجموعات الغذائية الأخرى وينصح بها لعدة أشخاص معتدلين فقط من قبل هرم هارفارد للأكل الصحي وهرم جامعة ميشيغان للأغذية الصحية، [8][6] يبنما هرم إيطاليا للأغذية يتضمن نصف حصة من المشروبات.[9]